# El Polaco
Єзекіїль Іван Цвіркалюк, більш відомий як El Polaco (нар. 23 травня 1987, Вілла Караза) — аргентинський співак, композитор і актор. Він є одним із представників сучасної кумбії в Аргентині.

## Дитинство
Він належав до родини середнього класу. Його батько, Хорхе Карлос Цвіркалюк, мав українське походження і був промисловцем, який помер 24 червня 2021 року у віці 59 років. Маму звуть Мар'яна. У нього є двоє молодших братів і сестер: співак кумбії Джонатан Анхель, який народився 29 травня 1991 року, і його сестра Росіо Белен, яка народилася 22 листопада 1995 року. Його батько був залежний від алкоголю та наркотиків, втратив свій бізнес і потрапив до лікарні, коли його синові було п'ять років. Його мати, яка до того часу була домогосподаркою, вдавалася до бартеру та продажу як до єдиного доходу сім'ї, на додаток до державної допомоги. Коли фінансове становище сім'ї погіршилося, у віці тринадцяти років він вирішив піти до реабілітаційного центру в Кордові, хоча й не страждав від залежностей, щоб полегшити фінансовий тягар для свого домогосподарства.

## Кар'єра
Він почав свою музичну кар'єру у віці 17 років, будучи вокалістом Una de Kal. Через кілька років його дебют як соліста відбувся в 2006 році, коли він випустив Vuelve, te lo pido на лейблі Magenta. Його успіх змусив його негайно опублікувати Дякувати Богу.
З 2007 по 2020 рік він випустив понад п'ятнадцять альбомів з популярними піснями в стилі тропічної музики, такими як Me quedo sin ti, En vivo en el teatro, записана в Teatro Coliseo, Sigo por el objetivo, Molestando, 3 años y algo más, Esto recién comienza, Solo los fuertes saben esperar, Sola otra vez, Voy a beber, Voy a pedirle al tiempo, Casadas, Ahora es tarde, Amos clandestino, а також багато інших.
Він випустив пісню La zurda de oro для чемпіонату світу з футболу, який проходив у Південній Африці. 20 вересня 2012 року він заповнив Luna Park, а в 2016 році записав пісню Dale tu amor з Agapornis.
На телебаченні він з'являвся в ролі актора у стрічках Viudas e Hijos del Rock & Roll (2014) з Паолою Барріентос і Даміаном де Санто ; і в 27: Клуб проклятих у головних ролях Дієго Капусотто, Софії Гала, Віллі Толедо та Даніеля Араоз . Вони також брали участь як учасники реаліті-шоу, таких як «Танці заради мрії в Аргентині» (у трьох сезонах) і в 2020 році на MasterChef Celebrity Argentina .

## Особисте життя
Він багато років перебував у стосунках із кумбійською співачкою Каріною «La Princesita», з якою у нього народилася їхня єдина дочка: Сол Селеста Цвіркалюк, яка народилася в липні 2007 року. У пари було дуже гучне і конфліктне розставання, де його дівчина до того моменту висвітлювала деякі жалюгідні проблеми, через які їй довелося пережити під час роману з співаком, однією з таких обставин була його відсутність під час вагітності її партнера. Згодом стали відомі певні аспекти, пов'язані з юридичною сферою, оскільки Єзекіїль не дав прізвища своїй первістці. Через деякий час проблема була вирішена, і мала дівчинка змогла отримати батькове прізвище.
Після розлучення він познайомився з моделлю Валерією Акіно, і в результаті цих стосунків 15 серпня 2013 року народилася його друга донька Альма Цвіркалюк, у день народження матері Єзекіїля.
Протягом 2015 року співак був романтично пов'язаний з Джанінною Марадоною, незабаром після його розлучення з матір'ю його другої дочки.
У червні 2016 року він дебютував в аргентинському реаліті-шоу «Танці заради мрії», яке веде ведучий і бізнесмен Марчело Тінеллі, де познайомився з танцівницею Барбі Сілензі, яку звинуватили в тому, що вона була третьою стороною в суперечці на тлі зрад співака з Сільвіною Луною.
У січні 2017 року він познайомився з моделлю, зіркою і колишнім Старшим Братом Сільвіною Луною. З яким у неї був дуже гучний і конфліктний роман, з яким вона розлучилася через кілька місяців на тлі чуток про зраду з боку музиканта, а також досить швидкого темпу життя.
Що стосується 2018 року, то він знову взяв участь у популярних «Танцях заради мрії», першим вибувши з конкурсу.
У 2019 році, популярний артист публічно оголосив про свій роман із Сілензі, від якого 1 червня 2020 року у нього народилася третя донька Абріл Цвіркалюк
Протягом 2020 року він записав пісню «Te necesito» із популярним гуртом Los Ángeles Azules, набравши понад сорок мільйонів переглядів на YouTube. Крім того, він брав участь у кулінарному реаліті-шоу MasterChef Celebrity Argentina, яке зайняв третє місце.
У травні 2021 року він презентує свій новий матеріал під назвою «Dulce Princesa» спільно з El Bahiano .
У червні того ж року співак був засуджений до трьох років відбування громадських обов'язків умовно за результатами кримінальної справи, порушеної проти його колишньою партнеркою Валерією Акіно, яка стосується гендерного насильства. Це не перший випадок, коли музикант опиняється в центрі скандалу з цієї причини, оскільки кілька разів з'являлися історії колишніх партнерів, які стосувалися подібних епізодів.

## Дискографія
CD
- Vuelve te lo pido (2006)
- Agradeciendo a Dios (2007)
- Sigo por el objetivo (2008)
- Molestando (2009)
- 3 años y algo más (2010)
- En tus manos (2011)
- Esto recién comienza (2012)
- Sólo los fuertes saben esperar (2013)
- No te olvides de ser feliz (2014)
- El ángel que me guía desde el cielo (2022)

DVD
- En vivo en el Teatro (2007)

## Фільмографія
| Рік       | Назва                            | Персонаж                                      | Примітки                    |
| --------- | -------------------------------- | --------------------------------------------- | --------------------------- |
| 2014      | Viudas e hijos del rock and roll | «El Polaco»                                   |                             |
| 2017      | Las Estrellas                    | Mohamed Alí «El Toro de las Pampas» Rodríguez | Розділ: «Зникнення одягу»   |
| 2018      | Millennials                      | «El Pulpo»                                    |                             |
| 2021–2022 | La 1-5/18                        | Marcos «Lomo» Balboa                          |                             |
| 2022      | Los protectores                  | «Relámpago»                                   | Епізод: «Сріблясте весілля» |

| Рік       | Назва                                       | Роль                                | Примітки                    |
| --------- | ------------------------------------------- | ----------------------------------- | --------------------------- |
| 2013      | Celebrity Splash                            | Учасник                             | П'ятнадцяте місце           |
| 2014      | Tu cara me suena 2                          | Супровід Кокі Рамірес               | Особлива участь             |
| 2015      | Tu cara me suena 3                          | Супровід Пабло Мартінеса            | Особлива участь             |
| 2015      | Combate 4G                                  | Capitán Equipo Verde                | Залишив за власним бажанням |
| 2016      | Laten argentinos                            | Журі                                | Спеціальний гість           |
| 2016      | Showmatch: Bailando 2016                    | Учасник                             | Друге місце                 |
| 2017      | Showmatch: Bailando 2017                    | Учасник                             | Покинув проєкт 13-им        |
| 2018      | Showmatch: Bailando 2018                    | Учасник з Барбарою Сіленці          | Покинув проєкт 2-им         |
| 2019      | Showmatch: Súper Bailando                   | Супровід Каріни «Принцесита» Техеда | Спеціальний гість           |
| 2019      | Showmatch: Súper Bailando                   | Учасник з Ноелією Марцоль           | Покинув проєкт 12-им        |
| 2020      | Divina comida                               | Учасник/ведучий на тижні 2          | Переможець                  |
| 2020–2021 | MasterChef Celebrity Argentina              | Учасник                             | 3 місце                     |
| 2021      | Showmatch: La Academia                      | Учасник з Барбарою Сіленці          | Покинув проєкт 12-им        |
| 2022      | MasterChef Celebrity Argentina: La Revancha | Учасник                             | Покинув проєкт 2-им         |
| 2022      | De gira con El Polaco, un viaje inolvidable | Водій                               |                             |
| 2022      | Canta conmigo ahora                         | Журі                                | Спеціальний гість           |
| 2023–     | Mandale Fruta                               | Водій                               | Потокове передавання        |

| Рік       | Назва       | Персонаж | Примітка         |
| --------- | ----------- | -------- | ---------------- |
| 2016-2017 | Abracadabra | Caldera  | У головних ролях |
| 2017-2018 | Explosivos  | Mariano  | У головних ролях |

| Рік  | Назва                       | Персонаж            | Примітка        |
| ---- | --------------------------- | ------------------- | --------------- |
| 2018 | 27: El club de los malditos | Леандро Де Ла Торре | Другорядна роль |